# Музички облик
Музички облик (итал. forme musicali) представља форму музичког дела тј. начин на који је његов садржај уобличен и разрађен. Заједно са садржајем музичког дела, његов облик гради заокружену целину. У својој књизи Светови музике, Џеф Тод Титон сугерише да бројни организациони елементи могу одредити формалну структуру музичког дела, као што је „уређење музичких јединица ритма, мелодије и/или хармоније које показују понављање или варијације, распоред инструмената (као по редоследу сола у џез или блуграс изведби), или начин на који је симфонијски комад оркестриран", између осталих фактора. То је, „начин на који се композиција обликује да створи смислено музичко искуство за слушаоца.”
Ови организациони елементи се могу поделити на мање јединице које се називају фразе, које изражавају музичку идеју, али немају довољну тежину да стоје самостално. Музичка форма се развија током времена кроз ширење и развој ових идеја. У тонској хармонији, форма је артикулисана првенствено кроз каденце, фразе и периоде. Форма се односи на већи облик композиције. Форма у музици је резултат интеракције четири структурна елемента, звука, хармоније, мелодије и ритма.
Композиције које не прате фиксну структуру и које се више ослањају на импровизацију сматрају се слободним обликом. Фантазија је пример за то. Композитор Дебиси је 1907. писао: „Све сам више уверен да музика, у суштини, није ствар која се може ставити у традиционалну и фиксну форму. Она је састављена од боја и ритмова.“
Облици музичких дела, се деле на апстрактне и конкретне. Апстрактни музички облик је на пример форма A B A која описује дело коме су први и трећи одсек исти или скоро исти, док се други одсек од оба разликује. Пример конкретног музичког облика би били на пример „рондо“ или „менует“, пошто они потпуније описују и сам карактер, такт, темпо и друге особине дела. Музички облици се такође деле на спољашње и унутрашње, при чему су на пример гореспоменуте форме попут A B A или ронда описи спољашњих музичких облика. Унутрашњи облик музичког дела би посветио пажњу на пример пропорцијама дужина одсека, њиховој тематској повезаности, распореду и разради мотива у сваком од њих итд. По овоме је анализа унутрашњег облика неког музичког дела тесно повезана са музичком естетиком. Неки од основних појмова везаних за музичке облике: мотив, музичка фигура, пасаж, двотакт, реченица, период, дводелна песма, троделна песма и сложена троделна песма.

## Означавање
Да би помогли у процесу описивања форме, музичари су развили једноставан систем означавања музичких јединица словима. У свом уџбенику Слушање музике, професор Крејг Рајт пише:
Први исказ музичке идеје означен је са A.. Следећи контрастни делови су означени са B, C, D, итд. Ако се прва или било која друга музичка јединица врати у различитом облику, онда је та варијација означена суперскриптним бројем — A1 и B2, на пример. Поделе сваке велике музичке јединице су приказане малим словима (a, b, и тако даље).
Неки писци такође користе основну ознаку (као што је Б′, изговара се „Б прајм”, или Б″, изговара се „Б двоструки прајм”) да означе делове који су блиско повезани, али мало варирају.

## Нивои организације
Основни ниво музичке форме може се поделити на два дела:
- Распоред пулса у неакцентоване и акцентоване тактове, ћелије мере које, када се усагласе, могу дати мотив или фигуру.
- Даља организација таквог такта, понављањем и варијацијом, у праву музичку фразу са одређеним ритмом и трајањем који се може подразумевати у мелодији и хармонији, дефинисаном, на пример, дугом завршном нотом и простором за дисање. Ова „фраза“ се може сматрати основном јединицом музичке форме: може се разложити на мере од два или три такта, али ће се тада изгубити њена препознатљива природа. И на овом нивоу се види важност принципа понављања и контраста, слабог и јаког, врхунца и мировања.[9][а] Дакле, форма се може разумети на три нивоа организације. За потребе овог излагања, ови нивои се могу грубо означити као пролаз, комад и циклус.

## Уобичајене форме у западној музици
Сколс је сугерисао да европска класична музика има само шест самосталних облика: једноставну бинарну, једноставну тернарну, сложену бинарну, рондо, ваздух са варијацијама и фугу (иако је музиколог Алфред Ман нагласио да је фуга првенствено метода композиције која се понекад користи о одређеним структурним конвенцијама).
Чарлс Кајл је класификовао форме и формалне детаље као „секционе, развојне или варијационе”.

### Секциона форма
Овај облик је изграђен од низа јасних јединица на које се може позивати словима, али често имају и генеричка имена као што су увод и кода, излагање, развој и рекапитулација, стих, хор или рефрен и мост. Обрасци секција укључују:

#### Бинарна форма
Термин „бинарна фома” се користи за описивање музичког дела са два дела која су приближно једнаке дужине. Бинарни облик се може написати као AB или AABB. Користећи пример Зелених рукава, први систем је скоро идентичан другом систему. Први систем се назива A и други систем A′ (А прајм) због мале разлике у последњој мери и по. Следећа два система (3. и 4.) су такође скоро идентична, али су потпуно нова музичка идеја од прва два система. Трећи систем се назива B и четврти систем B' (B прајм) због мале разлике у последњем такту и по. У целини, ово музичко дело је у бинарном облику: AA′BB′.

#### Соната-алегро форма
Соната-алегро форма (такође сонатна форма или форма првог става) се обично изводи у већој тернарној форми, која има номиналне поделе експозиције, развоја и рекапитулације. Обично, али не увек, „А“ делови (експозиција и рекапитулација) могу бити подељени у две или три теме или тематске групе које се раздвоје и поново комбинују да би формирале део „B“ (развој) – тако, нпр. (AabB[разв. од a и/или b]A1ab1кода).
Сонатни облик је „најважнији принцип музичке форме, или формални тип од класичног периода па све до двадесетог века.“ Обично се користи као облик првог става у делима са више ставки. Дакле, назива се још и „форма првог става“ или „сонатно-алегро форма“ (јер су обично најчешћи први ставови у алегро темпу).

## Познатији музички облици

### Хомофони облици
- Менует
- Скерцо
- Рондо

### Полифони облици
- Канон
- Фугато
- Фуга
- Инвенција

### Облици са слободнијом формом
- Токата
- Фантазија
- Прелудијум

### Сложенији облици
- Соната
- Концерт
- Опера